# Taterillus arenarius
Taterillus arenarius és una espècie de mamífer rosegador de la família dels múrids. Viu al sud de Mauritània i, possiblement, el centre de Mali i el sud del Níger. Els seus hàbitats naturals són les planes d'argila sorrenca i les dunes fixes continentals. És una espècie en risc mínim, és a dir, no sembla que hi hagi cap amenaça significativa per a la seva supervivència. El seu nom específic, arenarius, significa 'de la sorra' en llatí.